# کلان‌شهر تورنتو
کلان‌شهر تورنتو Greater Toronto Area یا GTA شلوغ‌ترین منطقهٔ شهری در کانادا است که شامل بخش مرکزی شهر تورنتو و چهار شهرستان پیل، هالتون، دورهام و یورک است. برپایهٔ سرشماری سال ۲۰۱۶ جمعیت این منطقه ۵٬۹۲۸٬۰۴۰ تن بوده‌است.